# جائزة غولدن غلوب لأفضل فلم - موسيقي أو كوميدي
جائزة الغولدن غلوب لأفضل فيلم - موسيقي أو كوميدي هي جائزة تمنح منذ العام 1952 من قبل رابطة هوليوود للصحافة الأجنبية.